# دلائل الامامه
دلائل الامامة اثر محمد بن جریر طبری کتابی دربارهٔ اعتقادات شیعه و اثبات آن‌ها با استفاده از نقل معجزات و مناقب امامان شیعه است. دربارهٔ نویسندهٔ کتاب ابهام فراوان است. شیخ طوسی او را طبری سومی پس از طبری سنی‌مذهب و طبری امامی‌مذهب می‌داند. دربارهٔ نام کتاب نیز نظرات گوناگونی است، مانند: «الامامة»، «مسند فاطمه»، «مناقب فاطمه و ولدها»، «اعلام فاطمه»، «دلائل»، «دلائل الامامة» و «دلائل الائمه». علامه تهرانی با توجه به محتوای کتاب دربارهٔ امامان و نه امامت، نام «دلائل الائمه» را مناسب‌تر می‌داند. این کتاب در زمرهٔ سیر دلائل‌نویسی برای امامان شیعه است و می‌توان آن را اوج این آثار در نظر گرفت. بخش‌های موجود کتاب شامل بخش مربوط به فاطمه زهرا و فرزندان اوست و مطالب بخش‌های پیامبر اسلام و علی بن ابی‌طالب که احتمالاً پیش از این مطالب بوده، اکنون دردسترس نیست. این کتاب اولین و قدیمی‌ترین منبع شیعی امامی است که از اسناد روایت اهل سنت، برای بیان معجزات امامان شیعه به‌صورت گسترده استفاده کرده‌است.